# Эрп, Уайетт
Уайетт Берри Стэпп Эрп (англ. Wyatt Berry Stapp Earp, 19 марта 1848 — 13 января 1929) — американский страж закона и картёжник времён освоения американского Запада. Получил широкую известность благодаря книгам и кинофильмам в жанре вестерн. В то же время реальный Уайетт Эрп был более противоречивой фигурой, чем герой, описываемый в литературных и кинематографических произведениях.

## Ранние годы

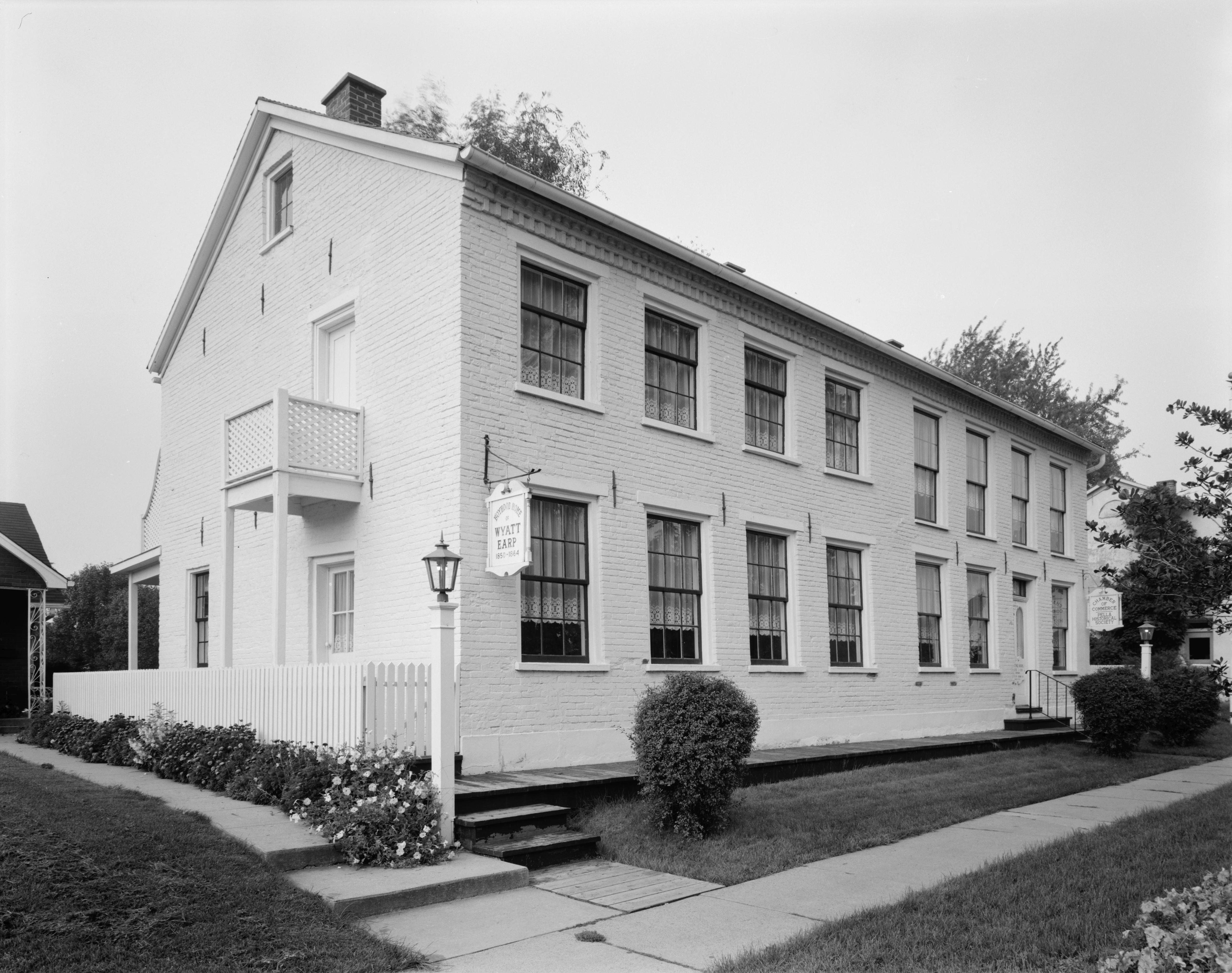
Отроческий дом Эрпа в Пелле

Уайетт Эрп родился 19 марта 1848 года в Монмуте, штат Иллинойс, и был четвёртым ребёнком в семье. Его отец, Николас Портер Эрп, дал мальчику имя в честь его командира в Американо-мексиканской войне, капитана Уайетта Берри Стэппа. В марте 1849 года Эрпы покинули Монмут, чтобы переселиться в Калифорнию, однако в итоге обосновались в Айове. Их новая ферма площадью около 50 гектаров располагалась в 11 километрах к северо-востоку от города Пелла.
В марте 1856 года Николас продал ферму и вернулся в Монмут, однако найти привычную для себя работу бондаря и фермера ему не удалось. Столкнувшись с финансовыми проблемами, он устроился констеблем и занимал эту должность в течение трёх лет. Другим его источником дохода стала продажа спиртных напитков, из-за чего на него вскоре обратило внимание местное движение за введение сухого закона. В 1859 году он был осуждён за бутлегерство. Поскольку Николас не располагал средствами для выплаты наложенного судом штрафа, в ноябре 1859 года имущество его семьи было продано с молотка. Через два дня Эрпы вернулись в Пеллу, однако Николас ещё неоднократно возвращался в Монмут для завершения продажи своей собственности, а также участия в иных судебных исках.
В Пелле Эрпов застала Гражданская война. Трое старших братьев Уайетта — Ньютон, Джеймс и Вирджил — вступили в войну в 1861 году на стороне Армии союза. Тринадцатилетний Уайетт был ещё слишком молод для армии, поэтому он остался дома и вместе со своими младшими братьями, Морганом и Уорреном, выращивал кукурузу. Тяжело раненый Джеймс вернулся с войны летом 1863 года; Ньютон и Вирджил вернулись домой лишь к концу войны.
В мае 1864 года семья Эрпов отправилась на крытой повозке в Калифорнию. В романе Стюарта Н. Лейка «Уайетт Эрп, маршал границы» (1931) повествуется о стычке Эрпов с индейцами близ Форта Ларами, а также об их охоте на бизонов вместе с Джимом Бриджером. Тем не менее, документов, подтверждающих события, описанные в романе, обнаружено не было.

## Калифорния
В 1865 году Уайетт и Вирджил устроились работать возницами дилижансов в Калифорнию. Тогда же Уайетт впервые в жизни попробовал виски, из-за которого, как известно, почувствовал такое недомогание, что не возвращался к нему в течение 20 лет. С весны 1866 года Эрп работал в транспортной компании Криса Тейлора, курсируя по маршруту Уилмингтон (Калифорния) — Прескотт (Аризона). С весны 1868 года он занимался поставкой материалов для строительства железной дороги «Юнион Пасифик». В то же время он увлёкся азартными играми и боксом и даже выступил в качестве рефери на боксёрском поединке между Джоном Шенсси и Майком Донованом (Донован позже был включен в Международный зал славы бокса).

## Страж закона
Весной 1868 года семья Эрпов переехала в Ламар, штат Миссури, где Николас вновь устроился констеблем. В ноябре 1869 года Уайетт Эрп сменил в этой должности отца, который стал работать в мировом суде. В январе 1870 года Уайетт женился на Юрилле Сазерленд, однако их брак был недолгим: через несколько месяцев избранница Уайетта скончалась. Высказываются версии, что она умерла от сыпного тифа, а также что смерть наступила в результате родов. В ноябре того же года Эрп выставил свою кандидатуру на должность констебля и обошёл на выборах своего сводного брата Ньютона.
Несмотря на занимаемую должность, Эрп вскоре был уличён в неправомерных действиях. 14 марта 1871 года против него был подан иск по обвинению в присвоении средств, собранных на строительство здания школы. Другой иск против Уайетта был подан 31 марта: в этот раз некий Джон Кромвелль обвинял его в подделке документов, в которых содержалась информация о денежной сумме, которую Эрп взыскал с Кромвеля в качестве штрафа. Также 1 апреля Уайетт стал одним из трёх обвиняемых в краже двух лошадей. В результате 6 апреля заместитель федерального маршала арестовал Эрпа. Однако тот вскоре вышел под залог в 500 долларов. Столкнувшийся с двумя исками и уголовным делом, Уайетт предпочёл бежать из Миссури. Все обвинения с него вскоре были сняты, в первую очередь из-за пропажи обвиняемого.

## Иллинойс и Канзас
Биография Эрпа с 1871 по октябрь 1874 представляет собой преимущественно белые страницы. Одна из популярных версий гласит, что он провёл эти годы, охотясь на бизонов в Канзасе и скитаясь по Великим Равнинам. Однако согласно документам, в 1872 году Уайетт проживал в Пеории (Иллинойс), где был одним из владельцев борделя. В феврале 1872 года в результате рейда органов правопорядка в публичном доме были арестованы четыре женщины и трое мужчин, среди которых был Эрп. В результате за «нахождение в доме с дурной славой» на арестованных был наложен штраф в размере 20 долларов. В течение 1872 года в Пеории Уайетт ещё дважды подвергался аресту, что является одним из свидетельств его активной деятельности в местном квартале красных фонарей.
В романе Лейка также рассказывается, что в эти годы в Канзасе встретил многих известных людей того времени, включая Дикого Билла Хикока, а также задержал местного преступника Бена Томпсона — одного из наиболее ярких ганфайтеров Дикого Запада. Считается, что тогда же он впервые повстречал одного из лучших своих друзей — Бэта Мастерсона.

## Уичита
В то время Уичита была железнодорожной станцией, служившей конечной точкой для погонщиков скота из Техаса. Как и в других быстро растущих городах Фронтира, вооружённые ковбои здесь бурно праздновали окончание погона. Эрп начал работать в местных органах правопорядка с 21 апреля 1875 года. В этой должности он поймал местного конокрада, а также арестовал целую группу воров. Ему также удалось мирным путём без единого выстрела разрешить конфликт по неуплате долгов перегонщиками скота.
Его заместитель, Джимми Кэрнс, спустя годы писал о нём: «Уайетт Эрп был отличным служащим. Он боролся до последней капли крови и, очевидно, не боялся ничего. Ковбои уважали его и признавали его превосходство и власть…»
На выборах в апреле 1876 года бывший маршал Билл Смит обвинил Эрпа в попытке использования его полномочий с целью предоставления высоких служебных мест в городе его братьям. В ответ Уайетт устроил кулачную потасовку. Это положило конец его карьере в Уичите, которую местная пресса назвала «безупречной». Следующим местом пребывания Эрпа стал городок Додж-Сити, штат Канзас.

## Додж-Сити

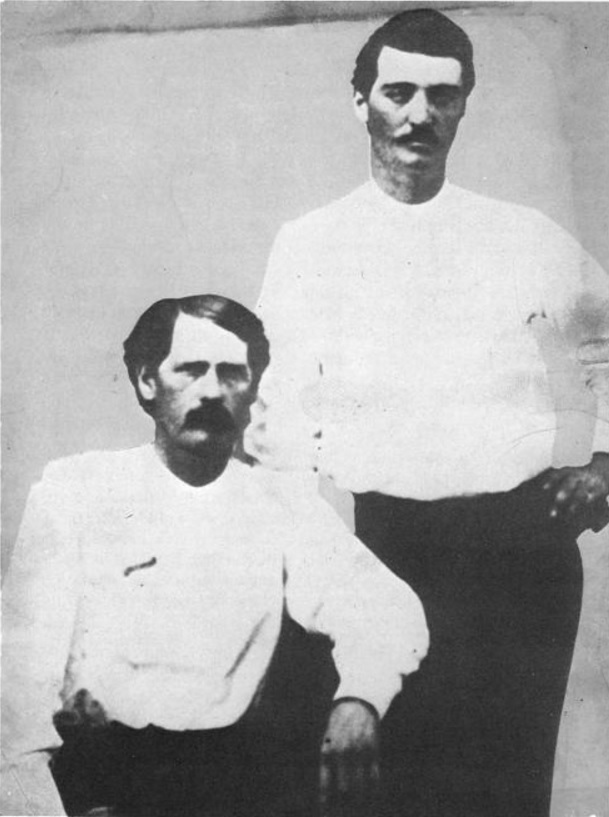
Бэт Мастерсон (справа, стоит) и Уайетт Эрп в Додж-Сити, 1876 год

На новом для себя месте в 1876 году Эрп был назначен помощником маршала Ларри Дегера. Тем не менее, Уайетт по-прежнему уличался в неправомерных действиях: так в июле 1877 года с него был взыскан минимальный штраф в размере одного доллара за избиение проститутки. В октябре 1877 года он временно покинул Додж-Сити и отправился в Техас. Там он остановился в Форте Гриффин, где познакомился с дантистом и картёжником Доком Холлидеем.
Вернувшись в 1878 году в Додж-Сити, Уайетт был назначен помощником нового маршала Чарли Бассета. В августе того же года переехавший в Додж-Сити Холлидей спас Эрпу жизнь. Когда в спину Уайетта, пытавшегося прекратить пьяную драку, направил свой револьвер один из ковбоев, Холлидей в ответ навёл на него свой прицел, что заставило того отступить.
Летом 1878 года состоялась крупная перестрелка, причиной которой стала перебранка между Эрпом и ковбоем Джорджем Хоем. Вернувшись со своими друзьями, Хой открыл огонь. Со стороны Уайетта (а в перестрелке ему помогали также Док Холлидей и Бэт Мастерсон) никто не пострадал, а Джордж Хой был смертельно ранен и вскоре скончался.
В 1878 году в Додж-Сити была застрелена актриса Дора Хэнд. Убийца покушался на жизнь мэра города, Джеймса Келли, однако застрелил спящую в кровати мэра Дору, в то время как мэр и его жена отсутствовали в городе. Убийство известной актрисы всколыхнуло город. Согласно газетной заметке того времени, на поиски убийцы был сформирован поисковый отряд, в который вошли Уайетт Эрп, Бэт Мастерсон, Билл Тилгман, Чарли Бассет и Уильям Даффи. Вскоре преступник был обнаружен. Меткий выстрел Эрпа подстрелил лошадь убийцы, а Мастерсон смог ранить преступника, которым оказался Джеймс «Спайк» Кеннеди, сын техасского пастуха Мифлина Кеннеди. Биография Эрпа гласит, что после раскрытия преступления писатель Нед Бантлайн подарил ему и другим «известным стражам порядка» револьверы Кольт «Бантлайн». Длина ствола этого кольта составляла 16 дюймов, а его деревянная ручка была украшена вырезанным на ней словом «Ned».

## Тумстоун

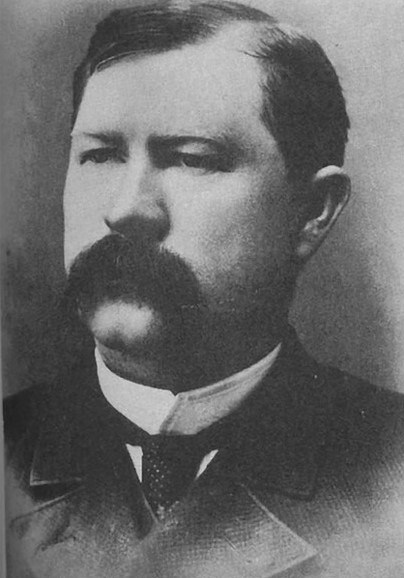
Вирджил Эрп

В то время в Тумстоуне за сферы влияния боролись две группы. Первую составляли так называемые Ковбои, которыми в тех краях называли банду, промышлявшую угоном скота и разбоем. Их сторонником был шериф Бехан и многие уважаемые в городе персоны, а возглавлял Ковбоев Курчавый Билл Бросиус. Ключевыми фигурами второй группы выступали Эрпы и Док Холлидей. Конфликт интересов и продолжавшаяся длительное время взаимная вражда двух группировок в конечном счёте вылились в острую развязку, получившую известность как перестрелка у корраля О-Кей.
Уайетт и его братья Джеймс (Джим) и Вирджил в 1879 году прибыли в аризонский город Тумстоун. Джим устроился работать барменом, а Вирджил был назначен на должность заместителя маршала. В Тумстоуне Эрпы вложили средства в местный рудник. Уайетт также работал в Wells Fargo, охраняя дилижансы с сейфами. Летом 1880 года в город приехали младшие братья Эрпа — Морган и Уоррен, а в сентябре в Тумстоун прибыл Док Холлидей.
В июле 1880 года заместитель маршала Вирджил Эрп предъявил ковбою Фрэнку Маклоури обвинение в воровстве шести армейских мулов. Вскоре Эрп и военный представитель поймали Маклоури и сообщников с поличным в попытке изменить тавро с «US» на «D8». Однако вооружённого столкновения удалось избежать, поскольку банда пообещала вернуть животных. Но этого так и не произошло. В ответ в местной газете была напечатана статья, очерняющая репутацию Фрэнка. Это положило начало вражды между Эрпами и бандой Маклоури.
В октябре 1880 года маршал Фред Уайт попытался остановить группу пьянчуг, стрелявших в луну. В попытке конфисковать оружие у Курчавого Билла Бросиуса, он был тяжело ранен в пах. Подоспевший на помощь Эрп, занимавший в то время должность помощника шерифа, оглушил стрелявшего ударом по голове (по другой версии Уайетт сам невольно стал виновником выстрела, неожиданно схватив сзади Бросиуса в момент конфискации оружия, из-за чего револьвер того случайно выстрелил). Курчавого Билла поместили под охрану и доставили в Тусон. Через два дня от полученной раны Фред Уайт скончался. Состоявшийся над Бросиусом суд выявил дефект оружия, в результате чего тот был оправдан, а Эрпы нажили себе нового врага.
Должность заместителя шерифа Эрп оставил 9 ноября 1880 года. После проведённой территориальной реформы главными претендентами на должность шерифа стали Уайетт Эрп и демократ Джонни Бехан. Как утверждал Эрп, он заключил с Беханом сделку, что если он (Эрп) откажется от должности шерифа, Бехан назначит его своим заместителем. Однако когда в феврале 1881 года Бехан занял должность шерифа, он нарушил своё обещание и назначил своим помощником Гарри Вудса. Причиной тому послужил инцидент, произошедший незадолго до его назначения. Уайетт выведал, что одна из его похищенных более года назад лошадей находится у Айка и Билли Клэнтонов. Прибывший на ранчо Клэнтонов Уайетт пригрозил, что к ним направляется Бехан с вооружённым отрядом с целью арестовать их за конокрадство (так гласила версия самого Бехана, в то время как сам Уайетт утверждал, что мирно забрал свою лошадь). Это событие испортило отношения между Эрпом и Беханом и запятнало репутацию Клэнтонов.
В марте 1881 года неизвестные люди в масках совершили попытку ограбления дилижанса, в результате которой были застрелены его возница и один из пассажиров. Один из пойманных налётчиков, Лютер Кинг, среди других участников ограбления назвал Дока Холлидея. Однако вскоре Кингу удалось бежать. В организации побега местная пресса обвинила Эрпов, якобы устроивших его для сокрытия причастности к делу Холлидея. Кроме того, по городу поползли слухи, что сами Эрпы были также вовлечены в ограбление.

## Перестрелка в коррале О. К.

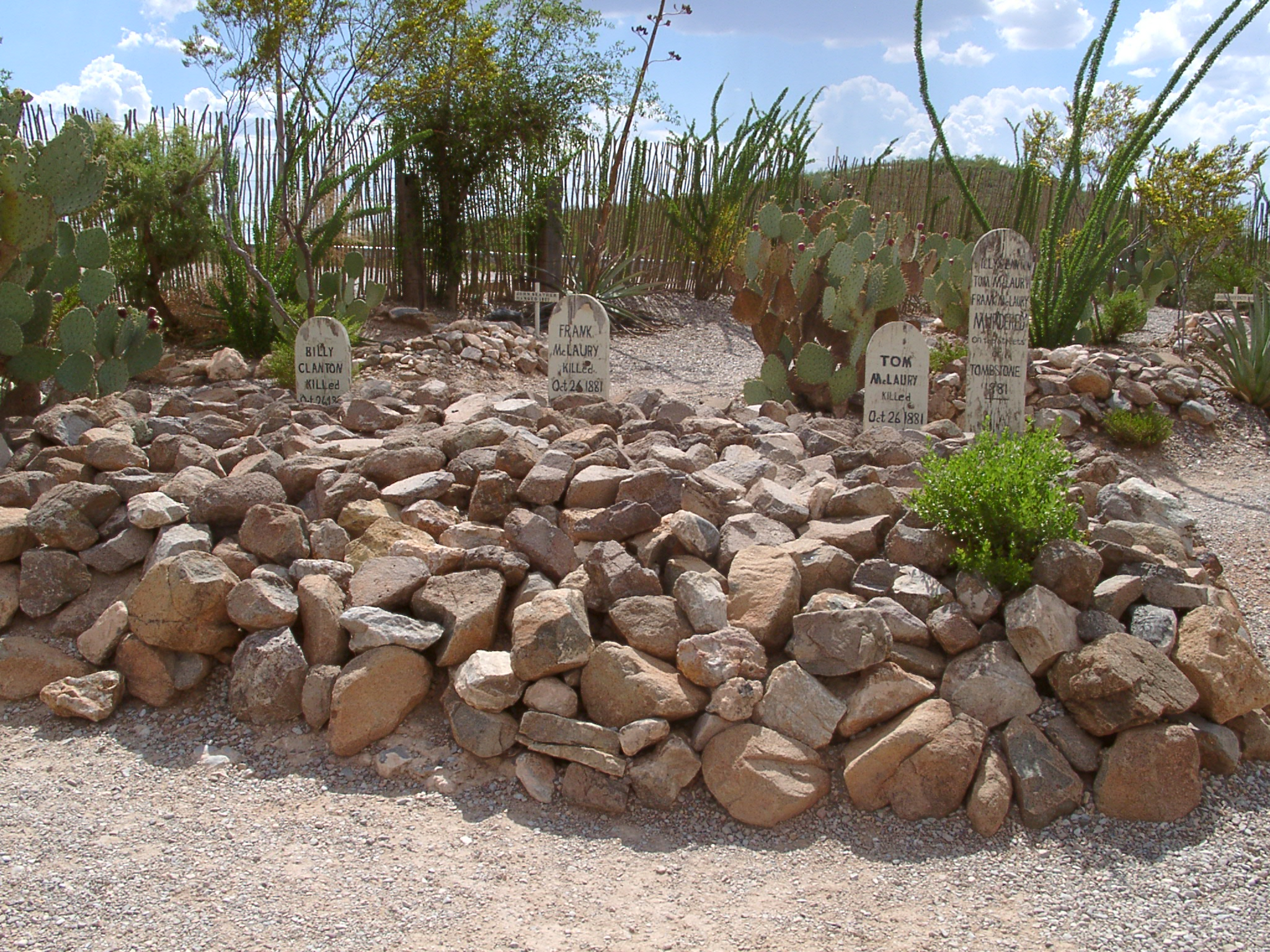
Могила Билли Клэнтона, Фрэнка Маклаури и Тома Маклаури в Тумстоуне

После одной из перебранок с Эрпами Фрэнк и Том Маклоури, Айк и Билли Клэнтоны, а также их друг Билли Клейборн направились к корралю О. К. с целью покинуть город ради собственной безопасности. Однако по их следам уже шли Уайетт, Морган и Вирджил Эрпы, а также Док Холлидей, полные решимости окончательно покончить со своими недругами. Согласно другой версии, Ковбои специально собрались в коррале О. К. с целью спровоцировать нападение на Эрпов.
Прибывший в корраль О. К. шериф Бехан попытался остановить Эрпов, предупредив, что Клэнтоны и Маклоури не вооружены. Однако его лишь оттолкнули в сторону. Дальнейшее развитие событий доподлинно неизвестно. По рассказам свидетелей, Эрпы потребовали ковбоев поднять руки, на что те подчинились. После этого со стороны Эрпов прозвучали выстрелы. Выстрел Холлидея насмерть сразил Тома Маклоури. Раненый Уайеттом Фрэнк был добит Морганом и Доком. Билли Клэнтону удалось добраться до оружия и он сумел ранить Вирджила и Моргана, однако и он вскоре также был застрелен. Айк и Клейборн успели скрыться в пылу стрельбы.
Фрэнка и Тома Маклоури, а также Билли Клэнтона похоронили на следующий день. Проститься с ними пришли более двух тысяч человек. Эрпы и Холлидей дважды были арестованы, однако оба раза были выпущены под залог. Одним из свидетелей на состоявшемся над ними судебном процессе выступил Айк Клэнтон. Однако во время перекрёстного допроса он запутался в показаниях, что вызвало некоторые сомнения в виновности обвиняемых. Слушания длились около месяца и вскоре Эрпы и Док были оправданы. Однако их репутация в городе была окончательна испорчена, а местное население стало видеть в них лишь грабителей и убийц.

## Месть Ковбоев
Опасавшиеся возмездия Эрпы стали появляться на улице только большой группой, всегда держа оружие наготове. Их опасения оказались не напрасными. В конце декабря 1881 года Вирджил, в то время по-прежнему занимавший должность помощника маршала, подвергся нападению неизвестных и был тяжело ранен в плечо. Хотя ему удалось выжить, его рука осталась парализованной. Морган Эрп был застрелен 18 марта 1882 года во время игры в бильярд в салуне Боба Хатча: нападавший сделал два выстрела из окна, после чего скрылся в темноте.

## Вендетта
Со стороны Уайетта последовала вендетта. Расследование убийства Моргана привело Эрпов к некоему Питу Спенсу, его другу Фрэнку Стилвеллу и Индейцу Чарли Крузу. Хотя прямых доказательств их причастности к убийству Моргана не было, это не остановило мстителей. Встретив Фрэнка Стилвелла на железнодорожной станции, Эрпы хладнокровно расстреляли его. Вслед за этим последовало убийство Флорентино Круза, которого Уайетт по ошибке принял за Индейца Чарли Круза. Уайетт также заявил, что убил главаря Ковбоев, Курчавого Билла Бросиуса, однако подтверждения тому так и не были найдены, а сам Билл пропал без вести. Пит Спенс, который также был на мушке у Эрпов, явился к шерифу Бехану, после чего к нему была приставлена охрана. Уайетт не предпринял даже попыток свести с ним счёты.
К тому времени были выписаны ордеры на арест банды Эрпов, и Уайетт с Холлидеем поспешили покинуть Аризону.

## Жизнь после Тумстоуна

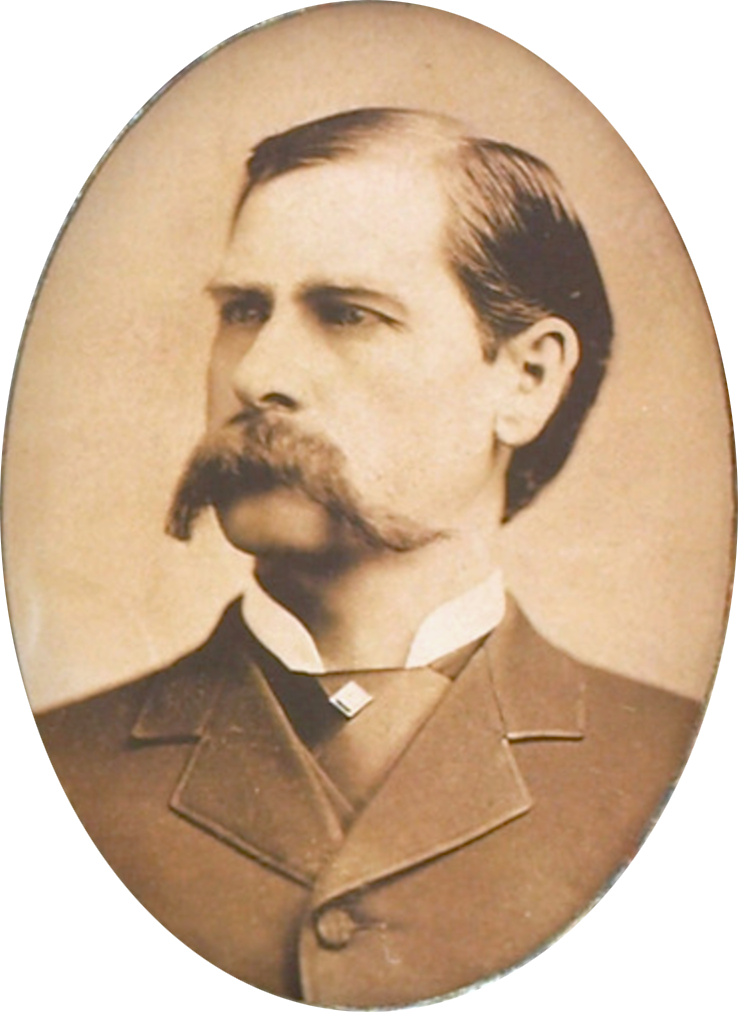
Уайетт Эрп в Сан-Диего, примерная дата снимка — 1887 год

Покинув Тумстоун, Уайетт подался в Денвер, штат Колорадо. Продав своё имущество в Тумстоуне для урегулирования налоговых обязательств, Эрп вскоре переехал в Сан-Франциско. Здесь он женился на Джози Маркус. В 1883 году Уайетт вместе с Бэтом Мастерсоном возвращался в Додж-Сити, чтобы помочь своему другу разрешить проблему с местным коррумпированным мэром.
В 1886 году Эрп обосновался со своей женой в Сан-Диего, где зарабатывал карточной игрой и спекуляциями на недвижимости. Осенью 1897 года они отправились на Аляску, где в самом разгаре была золотая лихорадка. По рассказам, там Уайетт познакомился и свёл дружбу с писателем Джеком Лондоном, однако подобные слухи не подкреплены доказательствами и вызывают сомнения, поскольку Лондон в то время находился в другой части Аляски. В 1920-е годы Эрп также занимал должность заместителя шерифа в Сан-Бернандино, Калифорния.
Скончался Уайетт Эрп 13 января 1929 года в Лос-Анджелесе от хронического цистита (по другим источникам — от рака простаты) в возрасте 80 лет. Его прах был захоронен на еврейском кладбище в Колме, Калифорния.

## Фильмы
Некоторые из наиболее известных фильмов и сериалов, изображающих Уайетта Эрпа.
- 1939 — Маршал границы / Маршал границы
- 1946 — Моя дорогая Клементина / My Darling Clementine
- 1950 — Винчестер 73 / Winchester '73
- 1955 — Уичита / Wichita
- 1957 — Перестрелка у корраля О-Кей / Gunfight At The O.K. Corral
- 1966 — Доктор Кто / Doctor Who
- 1967 — Час оружия / Hour of the Gun
- 1971 — Док / Doc
- 1988 — Закат / Sunset
- 1993 — Тумстоун / Tombstone
- 1994 — Уайетт Эрп / Wyatt Earp
- 2006 — Дедвуд / Deadwood (телесериал)
- 2012 — Возмездие Эрпа / Wyatt Earp’s Revenge
- 2016 — Вайнона Эрп
- 2023 — Уайетт Эрп и Басс Ривз / Wyatt Earp and Bass Reeves